# Černýš rolní
Černýš rolní (Melampyrum arvense) je poloparazitická rostlina, stejně jako všechny ostatní druhy z rodu černýš. Druh je hodně variabilní, v zahraničí rozlišují někteří odborníci více poddruhů.

## Rozšíření

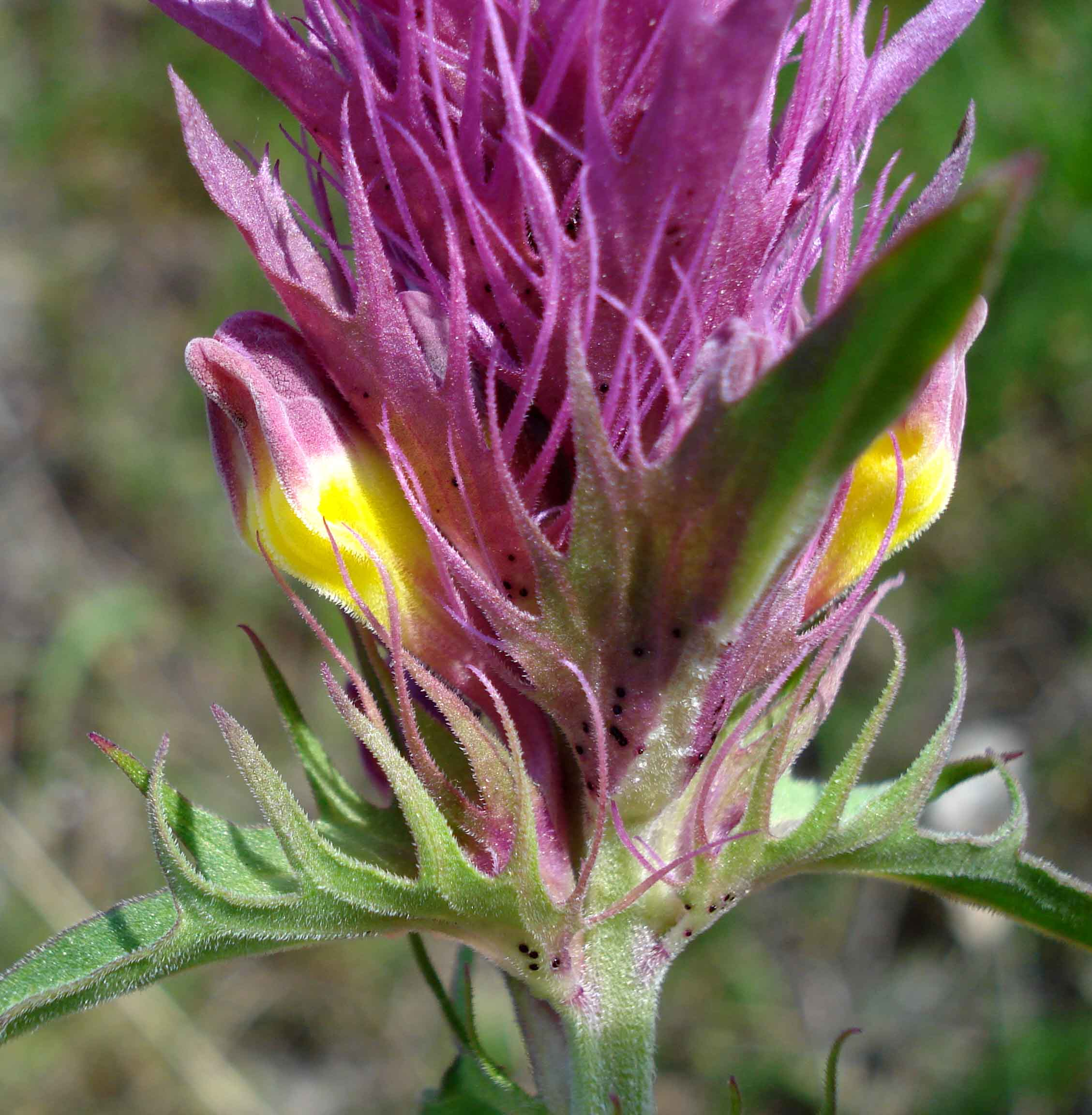
Detail květenství

Mimo Britské ostrovy a sever Skandinávie je rozšířen téměř v celé Evropě, Malé Asii, po okolí Kavkazu a zasahuje až do Střední Asie. Preferuje bazické podklady, především vápence. Roste na výslunných stráních, ve vinicích, na polích a úhorech.
V České republice vyrůstá již jen vzácně, nejčastěji jen v českém a moravském termofytiku (v minulosti byl hojný i v mezofytiku) v planárním a kolinním stupni. V přírodě se s ním setkáme, vyjma řady maloplošných chráněných území, nejspíše jen na xerotermních stráních, mezích nebo okolo polních cest. V ČR nejčastěji roste ve vegetaci svazu Geranion sanguinei a Bromion erecti.

## Popis
Jednoletá poloparazitcká bylina s přímou, pýřitou lodyhou dorůstající do výše až 40 cm. Lodyha bývá slabě nebo silně větvená, její větve rostou šikmo vzhůru. Listy vyrůstají vstřícně, jsou zúženou bázi přisedlé, kopinatého až čárkovitého tvaru a drsně chlupaté. Čepele spodních listů jsou celokrajné, u horních listů mají u báze jeden nebo dva páry hlubokých zubů.
Květy vyrůstají v hustých kuželovitých klasech obsahujících až 30 květů. Ploché, přímo odstálé podpůrné listeny mají kopinatý tvar, jsou mimo špičku zastřihovaně zubaté, dolní jsou zelené a horní červené neb jen zřídka bělavé, na rubu mají dvě řady černých žlázovitých teček. Jemně chlupatý zelený kalich je rozdělen v dlouhé úzké cípy. Červená nebo méně často bledě žlutá koruna má přímou nálevkovitou trubkou 2 až 2,5 cm dlouhou, dva načervenalé pysky, horní přilbicovitý a spodní plochý trojlaločný. Kvete v červnu až srpnu, květy jsou opylovány převážně čmeláky.
Plodem je dvoupouzdrá elipsoidní tobolka s vejčitými semeny 6 až 7 mm dlouhými a podobně zabarvenými jako obilky pšenice. Semena jsou poměrně těžká, na jedné straně mají dužnatý přívěsek, mravenci proto semena odvlékají do mraveniště a po zkonzumování masíčka je zase vynášejí ven. To je nejčastější způsob rozšiřování.

## Rozmnožování
Rostlina rozmnožující se výhradně semeny. Po vyklíčení má na svých kořenech přísavné kořínky které pomoci haustorií pronikají do cévních svazků parazitovaných rostlin a vstřebávají z nich živiny. Pokud semeno vyklíčí a není v dosahu vhodná rostlina, mladý semenáč černýše rolního sice obvykle nezahyne, ale pro nedostatek živin, které si není schopen sám obstarat, je neduživý a nevykvete, tudíž se nerozmnoží.
Semena začínají klíčit v půdě již na podzim, tehdy se počínají vyvíjet kořeny a zelené výhonky vyraší až na jaře příštího roku. V dalších létech je klíčivost semen již velmi malá, stejně jako po vyschnutí mimo půdu. Proto nové rostlinky většinou nepocházejí ze semen vysetých společně s nevyčištěným osivem, ale ze semen z loňské úrody přezimovavše v půdě.

## Jedovatá rostlina
Semena obsahují toxickou sloučeninu glykosid aukubin, který má tlumivý účinek na centrální nervovou soustavu. V minulosti byly zaznamenány otravy koní a ovcí při jejich spásání nebo zkrmování. Stejná látka způsobuje zčernání rostlin při sušení, odtud rodové jméno černýš.

## Plevelná rostlina
V minulosti to byl nepříjemný plevel v obilovinách. Pokud bylo pole silně zapleveleno černýšem rolním, mělo vždy nižší výnosy obilovin. Navíc jeho semena podobná semenům pšenice byla často s ní při sklizni smíšena. Po semletí této směsice je mouka zbarvená fialově a má nahořklou chuť.

## Ohrožená rostlina
V současnosti je černýš rolní agrotechnickými postupy z obdělávaných polí Evropy téměř vytlačen. V ČR jej Černý a červený seznam cévnatých rostlin České republiky z roku 2000 zařadil mezi ohrožené druhy (C3 – VU).